# David Platt (pastor)
David Platt é um pastor e escritor norte-americano, é atualmente o pastor sênior da "The Church at Brook Hills", em Birmingham, Alabama, é autor do best-seller do The New York Times "Radical: Voltando às raízes da fé".

## Educação e Ministério
Platt se formou em jornalismo na Universidade da Geórgia. Então ingressou no seminário Teológico Batista de Nova Orleans, onde obteve um doutorado e, quando obteve decidiu trabalhar ali mesmo como professor. Serviu na Igreja Batista de Edgewater em Nova Orleans, enquanto vivia em uma casa paroquial, quando foi devastada pelo furacão Katrina que inundou o local.
Aos 28 anos David Platt foi contratado para liderar a congregação da The Church at Brook Hills, e devido a isto foi conhecido como o pastor mais jovem de uma mega-igreja nos Estados Unidos.  Ele disse: "Eu acredito que Deus criou cada uma de suas pessoas para impactar o mundo. Alguns podem pensar que não é realista, mas eu acredito que é profundamente bíblico, baseado no Salmo 67: 1-2, sem esquecer que está incluído nas Escrituras do começo ao fim. Deus está interessado em abençoar Seu povo, para que os Seus caminhos e Sua salvação sejam conhecidos por todas as pessoas."

## Livros
- Follow Me: A Call to Die. A Call to Live (2013, David Platt e Francis Chan)
- What Did Jesus Really Mean When He Said Follow Me? (2013) - (Siga - me: O Chamado de Jesus para a Vida Eterna)
- Risk Is Right: Better to Lose Your Life Than to Waste It (2013, John Piper e David Platt)
- Finish the Mission: Bringing the Gospel to the Unreached and Unengaged (John Piper, David Mathis, David Platt e Ed Stetzer)